# Uma Onda no Ar
Uma Onda no Ar é um filme de drama brasileiro, de 2002, dirigido por Helvécio Ratton. O filme é baseado na história real da Rádio Favela, uma rádio comunitária criada na década de 1980 na favela Aglomerado da Serra em Belo Horizonte, e mostra como ela foi perseguida pela polícia, enquanto quatro amigos tentam mantê-la. Alexandre Moreno, Adolfo Moura, Babu Santana e Benjamim Abras foram escolhidos para estrelar o filme, após 3 mil pessoas participarem de audições para os papéis. O filme foi gravado na própria favela, e usou cerca de 300 moradores locais como figurantes.

## Recepção

### Prêmios
Uma Onda no Ar recebeu os prêmios:
- Festival de Gramado (2002): Jury Special Award; Alexandre Moreno ganhou o título de Best Actor;[8]
- Miami International Film Festival (2003): Special Mention na categoria Best Ibero-American Film.[9]

### Crítica
O filme também foi bem-recebido pela crítica, tendo a revista AFI Preview (da American Film Institute) elogiado as "performances carismáticas" e as "música e fotografia impressionantes". Mariane Morisawa (da IstoÉ Gente) e José Geraldo Couto (da Folha de S. Paulo) consideram este filme a contraparte de Cidade de Deus, do Fernando Meirelles, pois foca-se nas coisas boas de uma favela e como ela lida com a violência. Morisawa elogiou os atores, mas classificou a edição e roteiro como "algo frouxos", o que faz do filme "apenas bom" e "dilui a força de sua mensagem". Couto elogiou a música, mas afirmou que o filme falha em seus diálogos e nas "atuações canhestras" de alguns dos atores coadjuvantes. Ele ainda afirmou que o filme de Meirelles é melhor em aspectos técnicos, mas que isso esconde seu "vazio moral"; ele gostaria de ver um filme que é excelente tanto tecnicamente falando, como o de Meirelles, mas que tenha um "comprometimento ético-político" como o de Ratton.

## Curiosidades
- Inicialmente, o título original do filme seria "Uma Rádio na Favela".[11]
- O custo de produção foi de R$ 1,7 milhão.
- Parte da arrecadação conseguida foi destinada à Rádio Favela FM, de Belo Horizonte.
- O processo de seleção dos atores ocorreu em junho de 2000, quando foram convocados pela mídia jovens negros para testes. Foram inscritos mais de 3000 candidatos em Belo Horizonte, no Rio de Janeiro e em São Paulo.
- Para se preparar para seu papel, o ator Adolfo Moura visitou oficinas de eletrônica para aprender a soldar e manusear ferramentas e peças.
- Uma Onda no Ar foi totalmente rodado em Belo Horizonte, com locações no morro e na cidade. Somente as cenas na cadeia e no interior dos barracos foram rodadas em estúdio.